# Diócesis de Estocolmo (católica)
La diócesis de Estocolmo (en latín: Dioecesis Holmiensis y en sueco: Stockholms katolska stift) es una circunscripción eclesiástica de la Iglesia católica en Suecia. Se trata de una diócesis latina, inmediatamente sujeta a la Santa Sede. Desde el 17 de noviembre de 1998 su obispo es el cardenal Anders Arborelius, de la Orden de los Carmelitas Descalzos.

## Territorio y organización

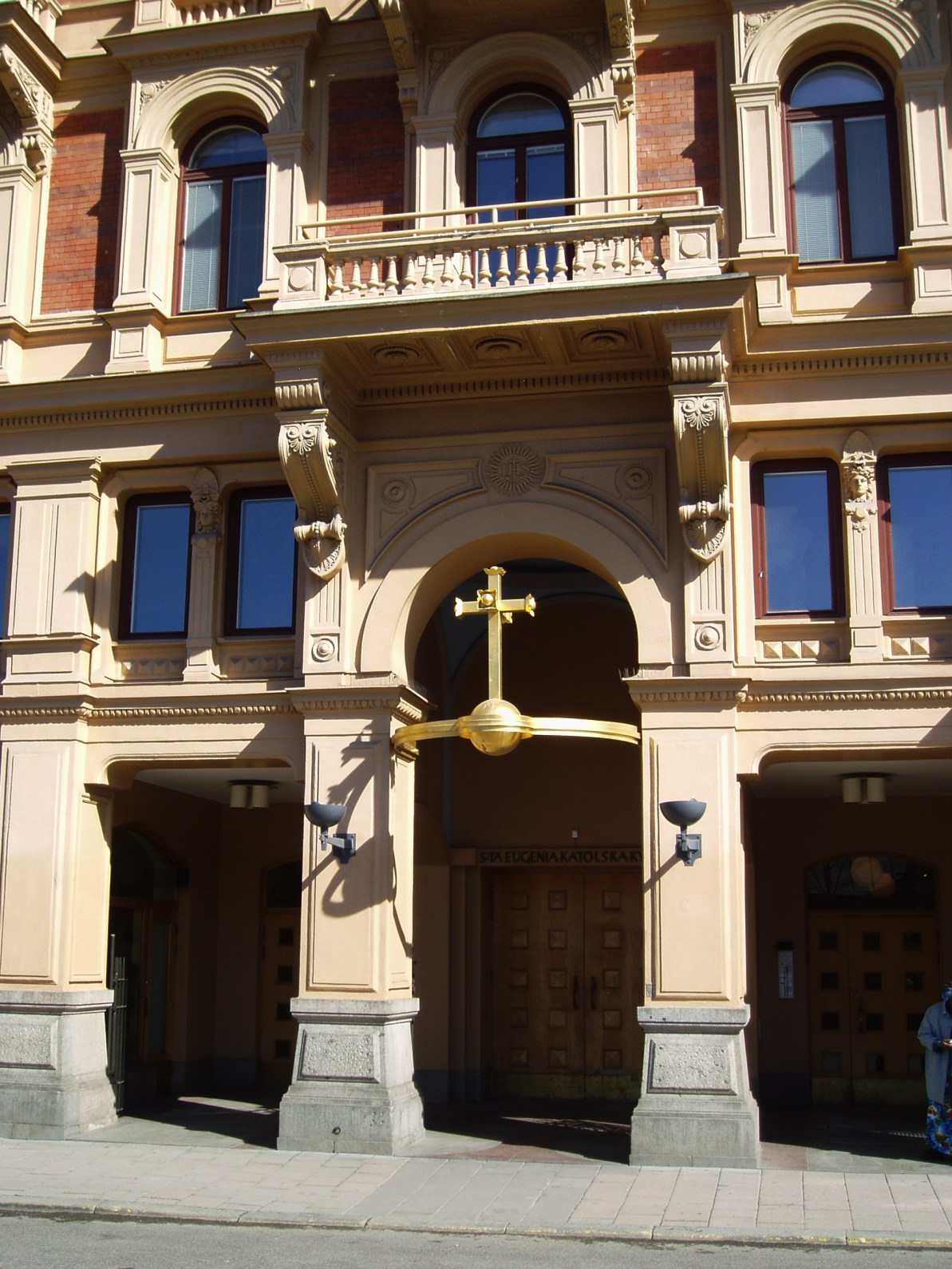
Iglesia de Santa Eugenia, en Estocolmo

La diócesis tiene 450 295 km² y extiende su jurisdicción sobre los fieles católicos de rito latino residentes en todo el territorio de Suecia.

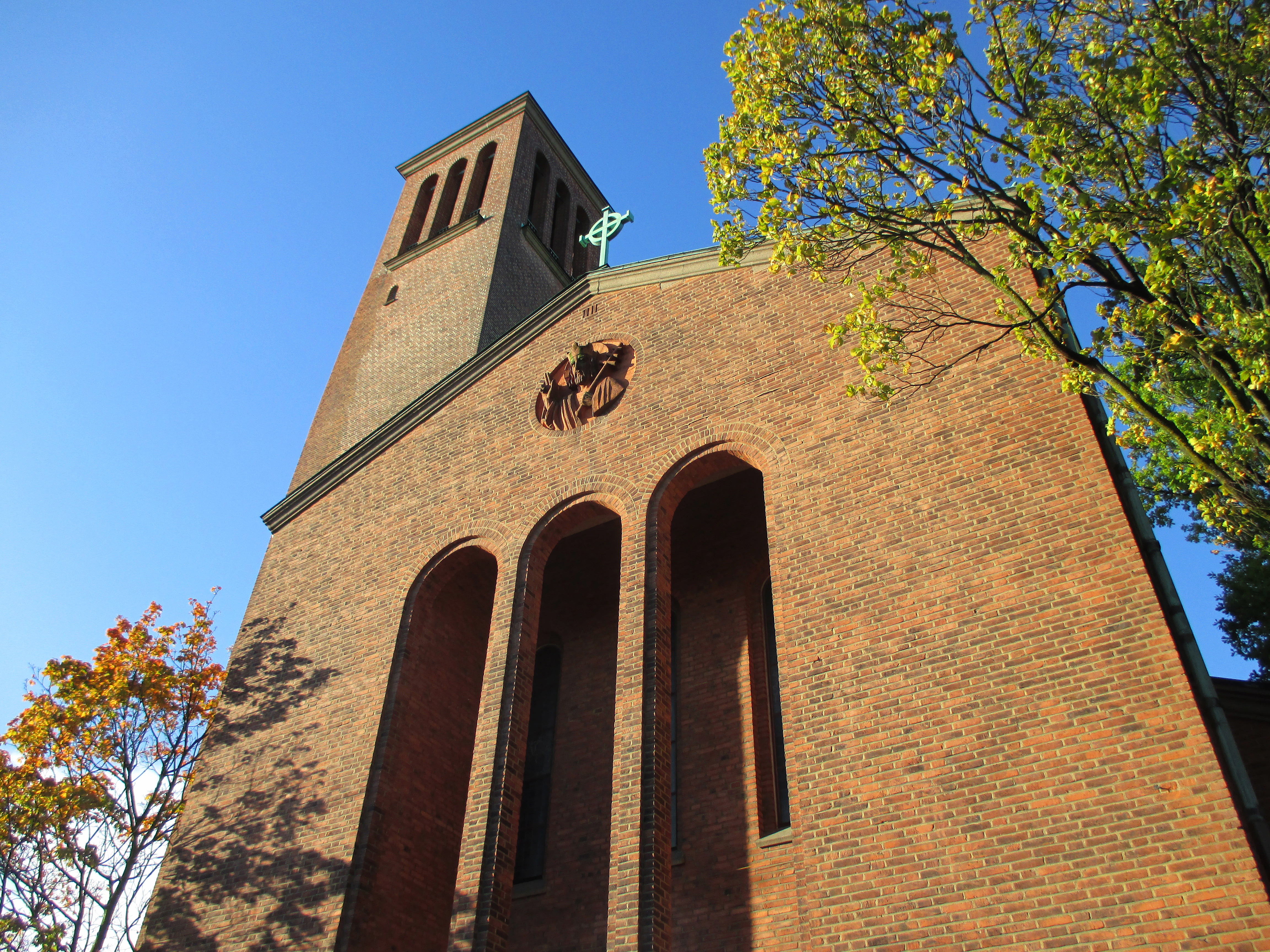
Iglesia de Cristo Rey, en Gotemburgo

La sede de la diócesis se encuentra en la ciudad de Estocolmo, en donde se halla la Catedral de San Erik. En el territorio de la diócesis se encuentran antiguas catedrales de diócesis católicas suprimidas por la Reforma protestante, todas las cuales pertenecen a la Iglesia de Suecia desde el siglo XVI: San Pedro Apóstol (en Linköping, de la diócesis de Linköping); San Lorenzo (en Lund, de la arquidiócesis de Lund); Santa María (en Skara, de la diócesis de Skara); San Pedro y San Pablo (en Strängnäs, de la diócesis de Strängnäs); San Lorenzo (en Upsala, de la arquidiócesis de Upsala); Virgen María y Juan el Bautista (en Västerås, de la diócesis de Västerås) y San Sigfrido y San Juan Bautista (en Växjö, de la diócesis de Växjö).

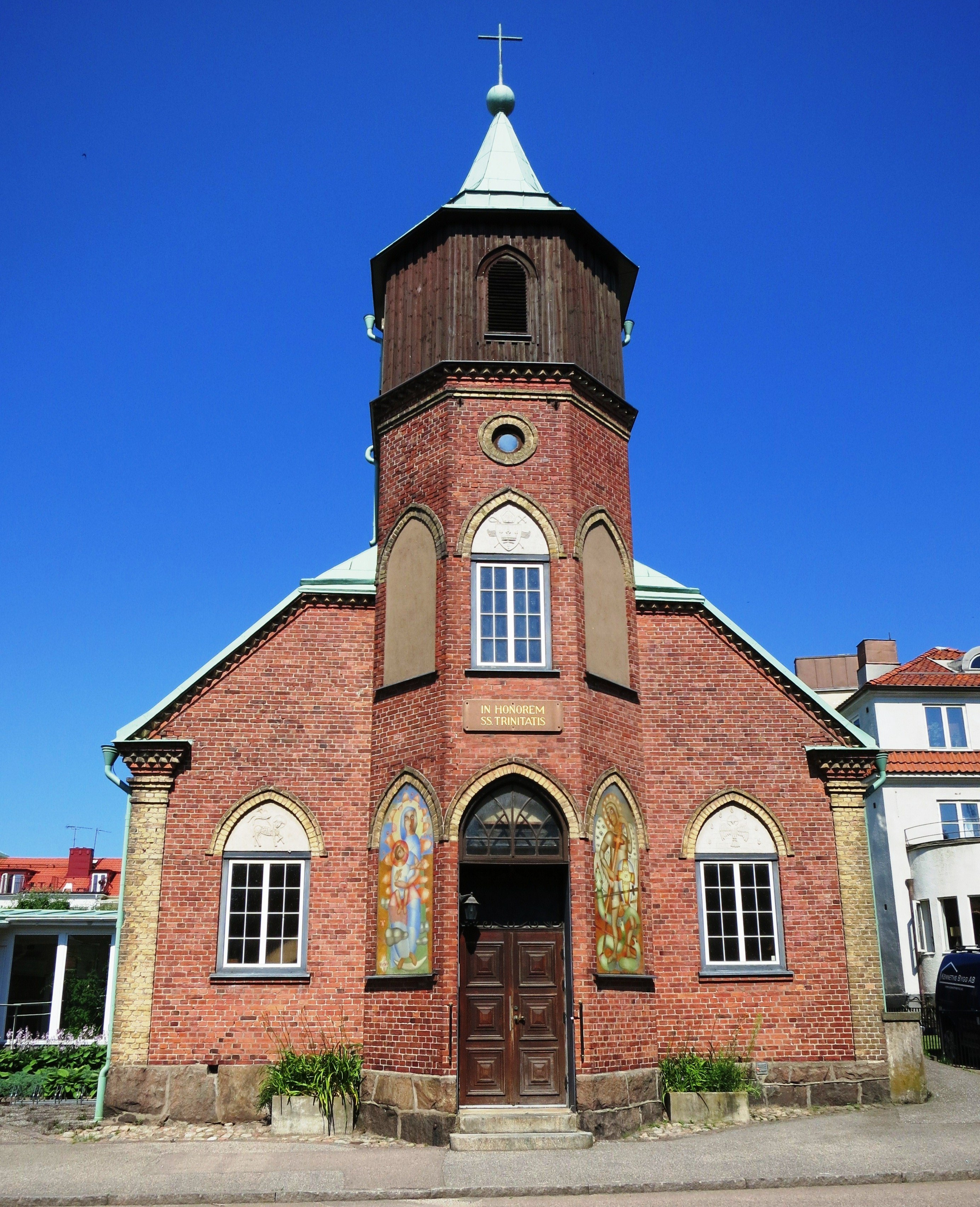
Iglesia de la Trinidad, en Halmstad

En 2023 en la diócesis existían 44 parroquias:
- St. Paulus av Korsets församling en Angered,
- St. Sigfrids församling en Borås,
- Heliga Korsets församling en Eskilstuna,
- Sankta Katarina församling en Falun,
- St. Botvids församling en Fittja,
- St. Pauli församling en Gävle,
- Kristus Konungens församling en Gotemburgo,
- Sta. Maria Magdalena församling en Gotemburgo,
- Sta. Maria församling en Halmstad-Oskarström,
- Heliga Familjens församling en Haninge,
- St. Clemens församling en Helsingborg,
- St. Andreas församling en Hässleholm-Kristianstad,
- Heliga Trefaldighets församling en Järfälla,
- St. Franciskus församling en Jönköping,
- St. Kristoffers församling en Kalmar,
- St. Görans församling en Karlskoga,
- Vår fru av Rosenkransens församling en Karlstad,
- Johannes Döparens församling en Landskrona,
- St. Nikolai församling en Linköping,
- St. Josef Arbetarens församling en Luleå,
- St. Thomas av Aquino församling en Lund,
- Maria i Rosengård församling en Malmö,
- Vår Frälsares församling en Malmö,
- Sankt Franciskus församling en Märsta,
- St. Konrads församling en Nacka,
- Sankta Birgitta katolska församling en Norrköping,
- Sta. Anna församling en Nyköping,
- St. Antonius församling en Olofström,
- Skaraborgs katolska församling en Skövde,
- Domkyrkoförsamlingen en Estocolmo,
- Marie Bebådelse församling en Estocolmo,
- Sta. Eugenia församling en Estocolmo,
- Sankt Olofs katolska församling en Sundsvall,
- St. Ansgars församling en Södertälje,
- St. Petri församling en Trollhättan,
- Vår frus församling en Täby,
- Kristi Moders församling en Umeå,
- St. Lars församling en Upsala,
- Kristi Lekamens församling en Visby,
- Marie födelses församling en Värnamo,

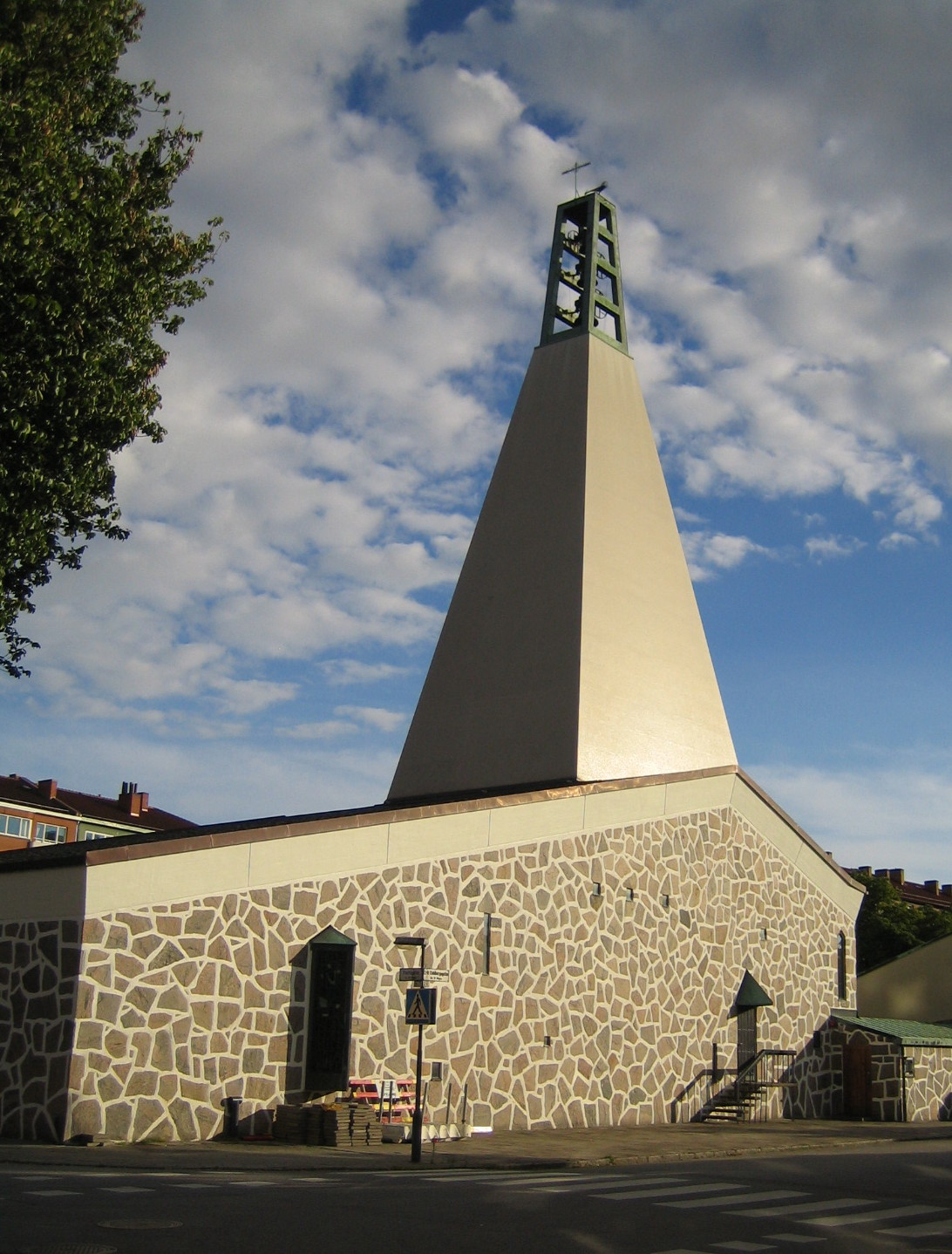
Iglesia de Nuestro Salvador, en Malmö

- Vår frus församling en Västerås,
- St. Mikaels församling en Växjö,
- St. Nikolai församling en Ystad,
- St. Eskils församling en Örebro.

### Vicariato oriental
Dentro de la diócesis de Estocolmo existe el vicariato para las Iglesias orientales católicas (Vikariatet för de orientalisk-katolska kyrkorna). A su frente el obispo designa un vicario basado en Estocolmo (archimandrita Matthias Grahm) y un moderador con sede en Södertälje.
Las Iglesias orientales católicas presentes en Suecia son:
- Misión armenia: comunidades viviendo en Södertälje, Akalla, Jakobsberg, Märsta, Nyköping y Trollhättan. La misión tiene un rector basado en Tumba y dos diáconos en Märsta y en Tumba.
- Misión Gheez (eritrea y etiópica): comunidades viviendo en Estocolmo, Gotemburgo y Lund. La misión tiene un rector basado en Bromma y una asociación juvenil en Estocolmo.
- Misión caldea: la misión tiene a su frente al visitador apostólico caldeo en Europa, el obispo titular de Hirta, Saad Sirop, quien está basado en Södertälje. Existen 20 000 caldeos viviendo en Suecia.[3] La misión está dividida en 5 sectores: 1) Gotemburgo, Jönköping, Arvika, Helsingborg, Hallsberg y Oslo (en Noruega), tiene un rector basado en Jonkoping y un diácono en Gotemburgo; 2) Södertälje y Nyköping, tiene un rector y un diácono basados en Södertälje, en donde está la iglesia de San Juan; 3) Skärholmen, Blackeberg y Sandviken, tiene un rector basado en Vårby y la iglesia Mikael en Skärholmen; 4) Eskilstuna, Örebro, Gävle, Västerås y Köping, tiene un rector basado en Eskilstuna, en donde está la iglesia Mar Apreem; 5) Linköping, Norrköping y Motala, tiene un rector basado en Linköping.[4]
- Misión maronita: las comunidades de Estocolmo tienen un rector basado en Södertälje y la iglesia de San Marón en Skärholmen. Las comunidades en Gotemburgo, Trollhättan, Borås y Falkenberg tienen un rector basado en Västra Frölunda.
- Misión melquita: la misión está dividida en 3 sectores: 1) Angered, en donde hay un diácono; 2) Täby y Silverdalen, tiene un monseñor basado en Täby y la capilla Silverdalshöjden en Sollentuna; 3) Sollentuna, Rotebro, Västerås y Linköping, tiene un archimandrita basado en Estocolmo y la iglesia Rotebroleden en Sollentuna.
- Misión siríaca: la misión está dividida en 4 sectores: 1) Spånga y Vårbygård, tiene un corobispo basado en Sollentuna y la iglesia Tensta en Spånga; 2) Södertälje y Eskilstuna, tiene un rector basado en Skärholmen; 3) Södertälje, Västerås y Eskilstuna, tiene un fraile basado en Tumba; 4) Jönköping, Linköping y Nässjö, tiene un rector basado en Bankeryd.

La misión greco-católica ucraniana fue incluida en el exarcado apostólico de Alemania y Escandinavia el 17 de abril de 1959.

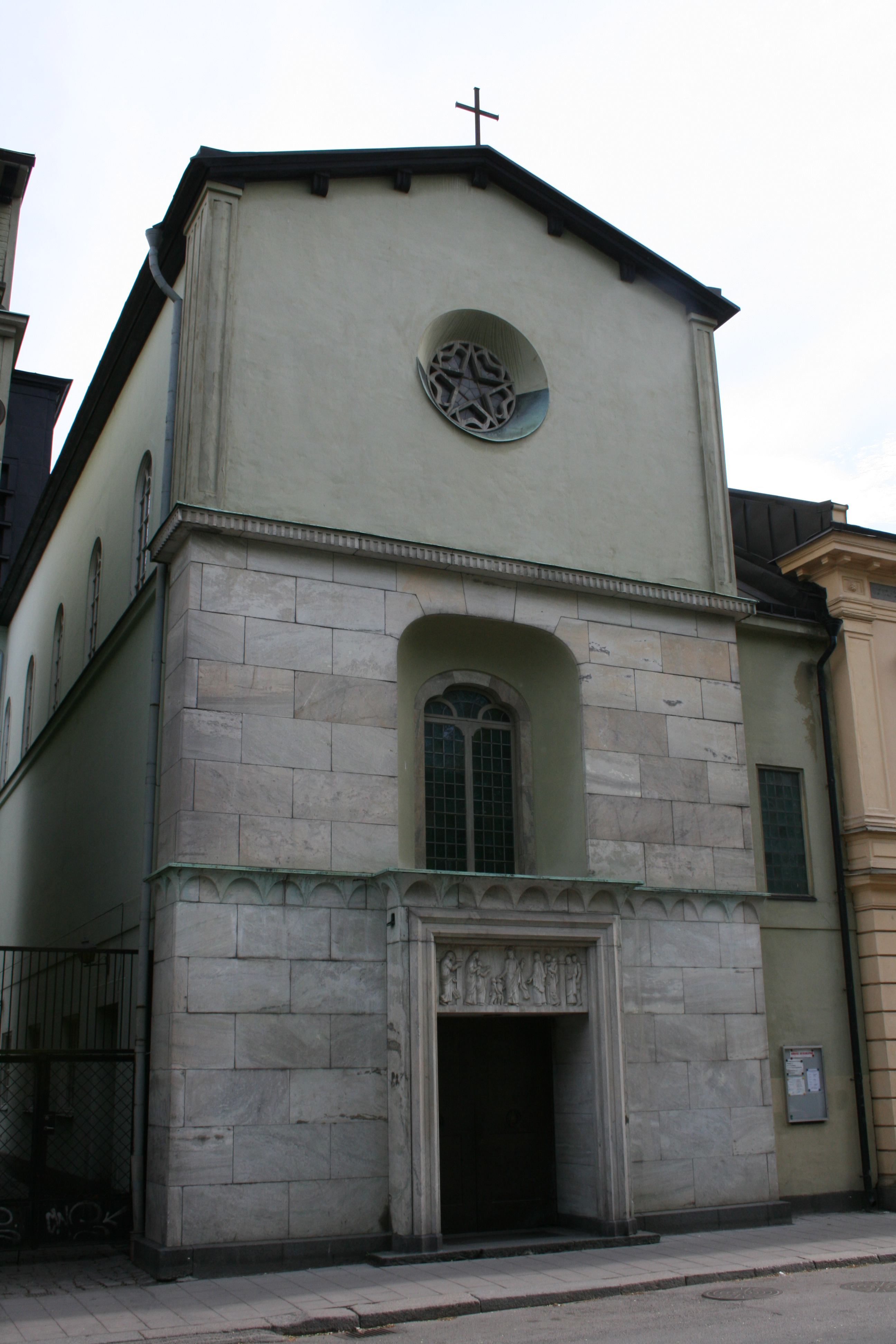
Iglesia de Santa Brígida, en Norrköping

## Historia

### Antecedentes
La Iglesia católica fue establecida en Suecia por el arzobispo Óscar en Birka en 829, enviado por el emperador Ludovico Pío a ayudar al rey Harald Klak a cristianizar Dinamarca y al rey Björn på Håga a convertir al cristianismo a Suecia. El rey Olaf Skötkonung (ca. 970-1021) es considerado el primer rey cristiano de Suecia.
Entre 1521 y 1550 a causa de la Reforma luterana quedaron vacantes los obispados católicos en Suecia y Finlandia, debido a que sus obispos estaban en cautividad o en el exilio. Lo mismo ocurrió en la entonces danesa Escania, que luego se volvió parte de Suecia. En 1527 el rey Gustavo I de Suecia rompió la comunión de la Iglesia sueca con el papa. Para 1588 habían sido suprimidas las diócesis de Skara, Växjö, Västerås, Strängnäs, Linköping y Åbo y las arquidiócesis de Lund y de Upsala. El 20 de marzo de 1593 el sínodo de Upsala prohibió en el Reino de Suecia toda religión que no fuera la doctrina luterana, excepto en las embajadas. En 1594 fue coronado el católico rey Segismundo III Vasa, quien fue derrocado en 1599 afirmándose la reforma luterana.
Los escasos católicos remanentes en Suecia y el norte de Europa fueron puestos bajo la jurisdicción del nuncio apostólico en Colonia. Al ser creada en 1622 la Sagrada Congregación para la Propagación de la Fe tomó a su cargo las misiones en Suecia-Finlandia y Mecklenburgo, poniendo a su frente al nuncio apostólico en Polonia. En 1688 Suecia pasó a ser parte del vicariato apostólico de las Misiones Nórdicas, siendo el arzobispo de la arquidiócesis de Paderborn en Alemania su administrador apostólico. 
En la década de 1720 trabajadores textiles católicos de Alemania fueron invitados a Suecia y se les permitió una libertad religiosa limitada. El 24 de enero de 1781 el rey Gustavo III de Suecia promulgó la ley de tolerancia que garantizó la libertad de religión a los extranjeros en Suecia y a sus hijos suecos, lo que ocurrió durante el viaje del rey a Italia, que también incluyó una visita al papa Pío VI.

### Sede en Estocolmo
En 1781 fue erigida la prefectura apostólica de Suecia basada en Estocolmo, comprendiendo Suecia y Finlandia.  
El 23 de septiembre de 1783 la prefectura apostólica fue promovida a vicariato apostólico de Suecia mediante el decreto Pro commissi de la Congregación de Propaganda Fide.
En 1809 perdió Finlandia, que incorporada a Rusia pasó a la arquidiócesis de Mogilev. Incorporó Noruega entre 1834 y el 7 de agosto de 1868, cuando el vicariato la cedió para erigir la misión sui iuris de Noruega (hoy diócesis de Oslo). En 1860 y en 1873 las leyes reconocieron a los ciudadanos suecos la libertad de culto.  
Los primeros vicarios apostólicos no tenían dignidad episcopal. Sólo en 1862 Jakob Laurentz Studach, vicario apostólico desde 1833, fue consagrado obispo, con el título de Ortosia de Caria, después de haber dedicado un esfuerzo considerable a la fundación de obras católicas tanto en Suecia como en Noruega (cuyo territorio entonces formaba parte del vicariato), gracias al apoyo de la reina católica Josefina de Leuchtenberg, con quien había llegado a Estocolmo como confesor.

### Diócesis
El vicariato apostólico de Suecia fue promovido a diócesis el 29 de junio de 1953 mediante la bula Profecit valde del papa Pío XII y asumió su nombre actual.
El 31 de octubre de 2016 el papa Francisco visitó la diócesis de Suecia con motivo del 500 aniversario de la Reforma luterana. La anterior visita papal (y primera en la historia) había sido la de Juan Pablo II en 1989.
En 2017 el obispo de Estocolmo, Anders Arborelius, fue creado cardenal.

## Estadísticas
Según el Anuario Pontificio 2024 la diócesis tenía a fines de 2023 un total de 128 365 fieles bautizados.
| Año                                                                             | Población            | Población  | Población      | Sacerdotes | Sacerdotes    | Sacerdotes    | Bautizados por sacerdote | Diáconos permanentes | Religiosos | Religiosos | Parroquias |
| Año                                                                             | Bautizados católicos | Total      | % de católicos | Total      | Clero secular | Clero regular | Bautizados por sacerdote | Diáconos permanentes | Varones    | Mujeres    | Parroquias |
| ------------------------------------------------------------------------------- | -------------------- | ---------- | -------------- | ---------- | ------------- | ------------- | ------------------------ | -------------------- | ---------- | ---------- | ---------- |
| 1949                                                                            | 14 272               | 6 500 000  | 0.2            | 45         | 24            | 21            | 317                      |                      | 26         | 135        | 11         |
| 1969                                                                            | 49 471               | 7 843 088  | 0.6            | 80         | 11            | 69            | 618                      |                      | 76         | 205        | 23         |
| 1980                                                                            | 91 856               | 8 304 040  | 1.1            | 99         | 31            | 68            | 927                      |                      | 76         | 235        | 30         |
| 1990                                                                            | 140 120              | 8 526 263  | 1.6            | 110        | 50            | 60            | 1273                     | 11                   | 74         | 244        | 37         |
| 1999                                                                            | 163 221              | 8 854 322  | 1.8            | 131        | 64            | 67            | 1245                     | 15                   | 83         | 236        | 38         |
| 2000                                                                            | 158 088              | 8 861 426  | 1.8            | 134        | 67            | 67            | 1179                     | 15                   | 89         | 230        | 40         |
| 2001                                                                            | 92 291               | 8 884 193  | 1.0            | 146        | 70            | 76            | 632                      | 16                   | 98         | 236        | 40         |
| 2002                                                                            | 144 043              | 8 909 128  | 1.6            | 145        | 69            | 76            | 993                      | 14                   | 97         | 225        | 40         |
| 2003                                                                            | 144 000              | 9 840 788  | 1.5            | 149        | 71            | 78            | 966                      | 21                   | 102        | 222        | 40         |
| 2004                                                                            | 144 000              | 8 977 418  | 1.6            | 151        | 73            | 78            | 953                      | 23                   | 96         | 215        | 41         |
| 2010                                                                            | 141 306              | 9 340 000  | 1.5            | 156        | 76            | 80            | 905                      | 20                   | 94         | 182        | 43         |
| 2014                                                                            | 106 873              | 9 651 531  | 1.1            | 159        | 78            | 81            | 672                      | 31                   | 96         | 173        | 44         |
| 2016                                                                            | 113 053              | 9 851 017  | 1.1            | 127        | 43            | 84            | 890                      | 31                   | 101        | 164        | 44         |
| 2017                                                                            | 116 031              | 9 981 799  | 1.2            | 148        | 69            | 79            | 783                      | 31                   | 93         | 155        | 44         |
| 2020                                                                            | 123 930              | 10 333 456 | 1.2            | 171        | 88            | 83            | 724                      | 28                   | 98         | 144        | 44         |
| 2022                                                                            | 126 478              | 10 452 326 | 1.2            | 171        | 87            | 84            | 739                      | 30                   | 96         | 134        | 44         |
| 2023                                                                            | 128 365              | 10 521 556 | 1.2            | 168        | 90            | 78            | 764                      | 29                   | 89         | 136        | 44         |
| Fuente: Catholic-Hierarchy, que a su vez toma los datos del Anuario Pontificio. |                      |            |                |            |               |               |                          |                      |            |            |            |

Dentro de la comunidad católica sueca destacan los inmigrantes provenientes de Polonia, otros países del centro y este de Europa y de América Latina, estando solo el 20% de la Iglesia católica de Suecia constituida por suecos étnicos. La diócesis tiene misiones para las comunidades: africana (en inglés y francés), árabe, croata, anglófona, filipina (en tágalo), francófona, italiana, coreana, letona, lituana, polaca, eslovena, hispana, ucraniana y vietnamita.

## Episcopologio

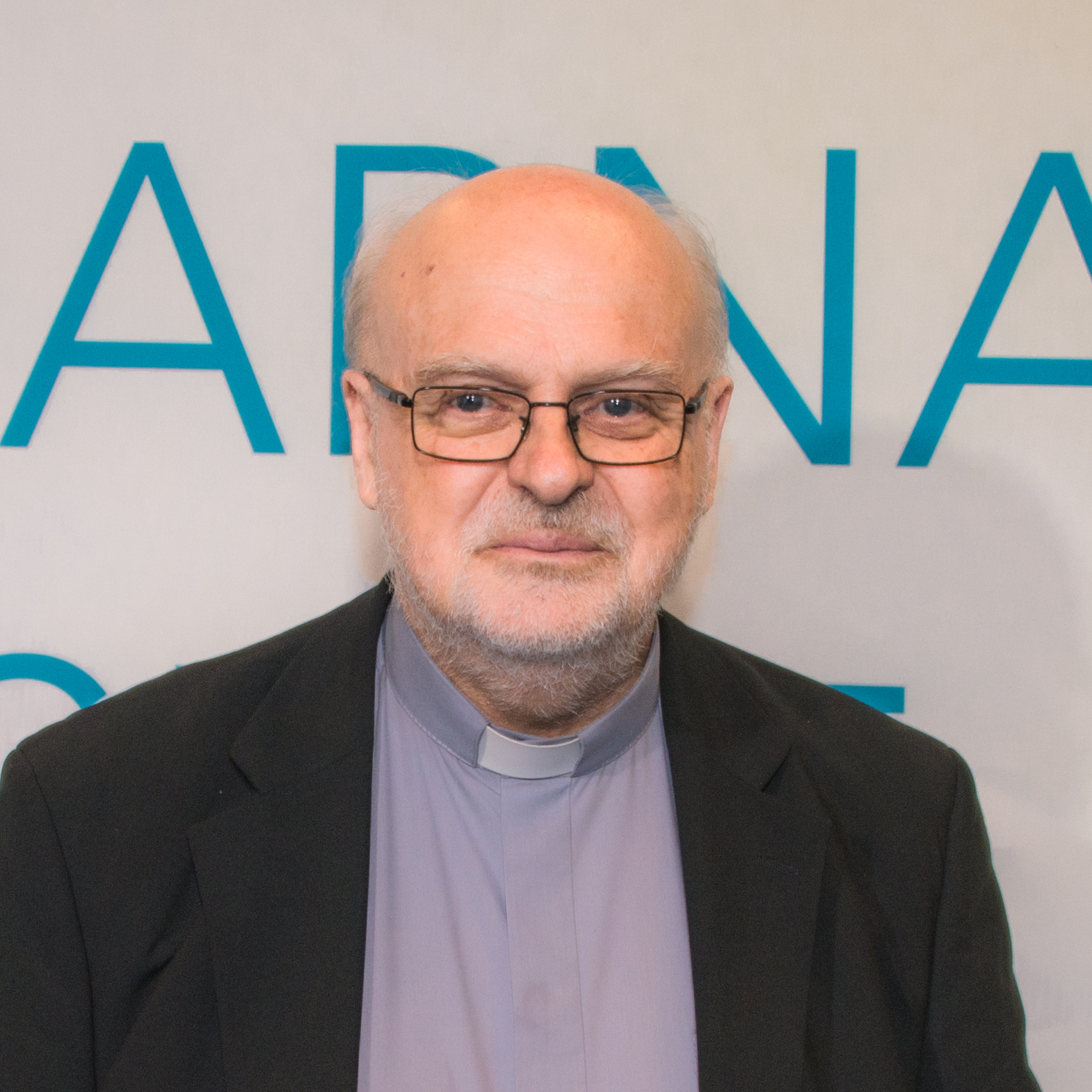
Cardenal Anders Arborelius, obispo de Estocolmo desde 1998

- Nikolaus Oster † (30 de septiembre de 1783-1790)
- Rafael d'Ossery † (1790-1795)
- Paolo Moretti † (1795-1804 falleció)
- Jean Baptiste Gridaine † (1805-4 de enero de 1832 falleció)
- Jakob Laurentz Studach † (10 de agosto de 1833-9 de mayo de 1873 falleció)
- Johan Georg Huber † (1 de septiembre de 1874-25 de marzo de 1886 falleció)
- Albert Bitter † (27 de julio de 1886-9 de octubre de 1922 retirado)
- Johann Evangelist Müller † (9 de octubre de 1922-1 de agosto de 1957 retirado[nota 2])
- Knut Ansgar Nelson, O.S.B. † (1 de octubre de 1957 por sucesión-2 de julio de 1962 renunció[nota 3])
- John Edward Taylor, O.M.I. † (2 de julio de 1962-3 de junio de 1976 renunció)
- Hubert Brandenburg † (21 de noviembre de 1977-17 de noviembre de 1998 retirado)
- Anders Arborelius, O.C.D., desde el 17 de noviembre de 1998